# 装饰与罪恶

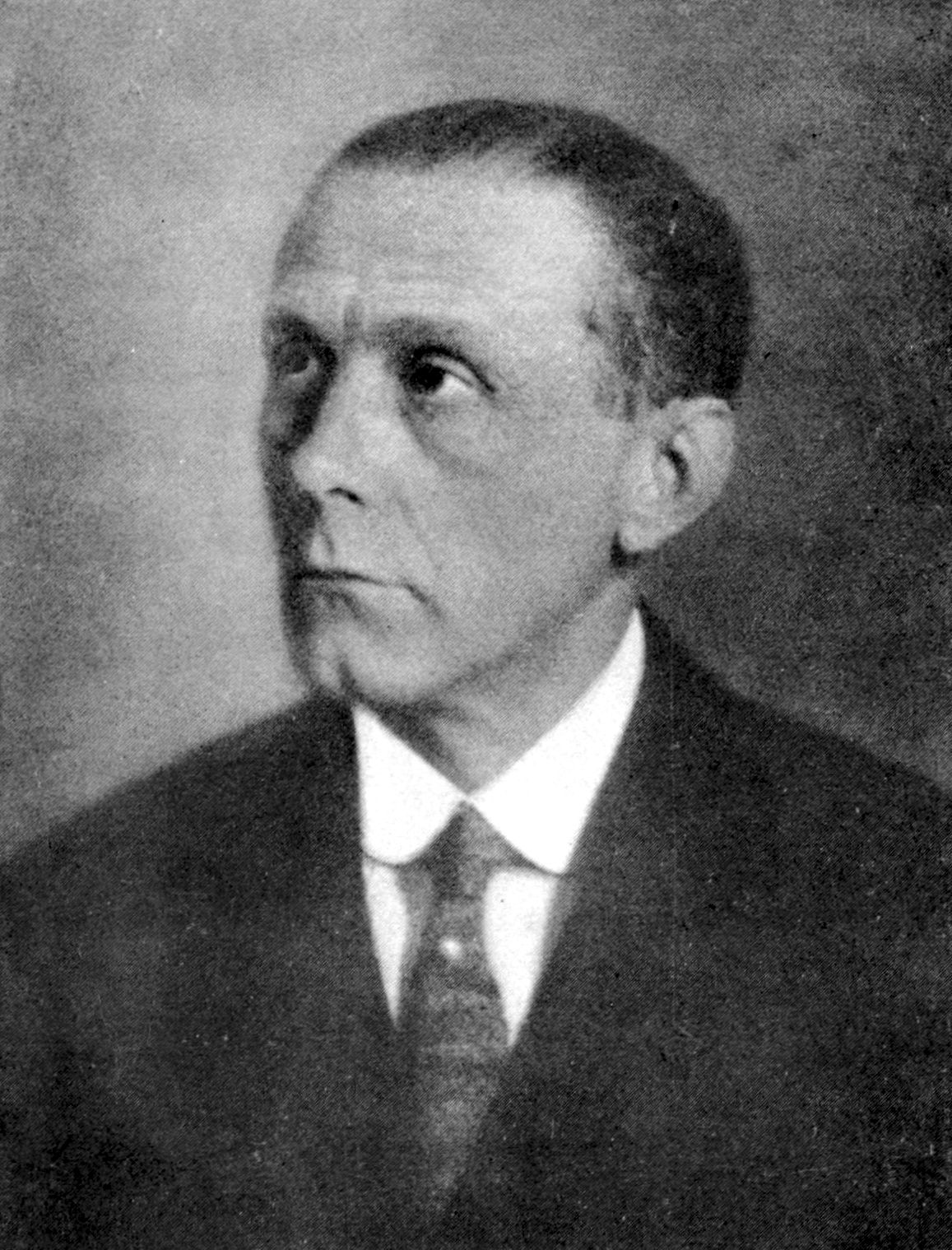
阿道夫·路斯

《装饰与罪恶》（法語：Ornement et Crime）是现代主义建筑师阿道夫·路斯发表的一篇论文兼演讲，其中批判了实用物品中的装饰。

## 历史
尽管人们普遍认为该论文作于1908年，但实际上，阿道夫·路斯是于1910年在维也纳的文学与音乐学会（德語：Akademischer Verband für Literatur und Musik）首次发表了该演讲。论文随后于1913年以为题在法文期刊发表。直到1929年，该文才在德国《法兰克福报》上以德文发表，题为。建筑师亨利·库尔卡1931年在Trotzdem协助路斯重印论文时，在咨询路斯后，将最初的年份更改为1908年，这有可能是因为他记不清了，也可能是他想在对抗分离派中取得时间优势。

## 内容
路斯宣称：“文化的进步和消除实用物品的装饰是等同的。”因此，将文化线性和向上发展的乐观意识与将进化应用于文化语境的当代时尚联系在一起。路斯的作品灵感来源于他在宫殿旁设计没有装饰的裁缝店时遇到的规定。他最终增加了一个花盆以满足要求。
文中，路斯解释了他的哲思，讲述了装饰如何能够导致物品变得不入流并因此落伍。令他震惊的是，尽管装饰会使物体很快过时，人们还是会浪费大量精力增添装饰物，他认为这是犯罪行为。路斯提出了装饰的“不道德”感，称其为“堕落”，抑制之是规范现代社会所必需的。他以“巴布亚人”的刺青和他们的物品的大量表面装饰为例，路斯（从西方文化角度）说，巴布亚人并没有发展到现代人的道德和文明环境，而如果现代人纹身，就会被认为是罪犯或堕落的人。
路斯从未主张完全不使用装饰，而是认为它必须适合材料的类型。
路斯得出结论：“任何生活在我们这个文化水平的人都再也造不出装饰来了……摆脱装饰是精神力量的标志。”

## 延伸阅读
- Reyner Banham, 1960. Theory and Design in the First Machine Age, Characteristic attitudes and themes of European artists and architects, 1900–1930.
- Siegfried Giedion. Space, Time and Architecture: The Growth of a New Tradition.
- Adolf Loos, "Ornament und Verbrechen"（页面存档备份，存于） Adolf Loos: Sämtliche Schriften in zwei Bänden – Erster Band, Vienna, 1962.
- Joseph Rykwert. "Adolf Loos: the new vision in Studio International, 1973.
- Janet Stewart, Fashioning Vienna: Adolf Loos's Cultural Criticism, London: Routledge, 2000